# ميرسيا فولغر
ميرسيا فولغر (بالرومانية: Mircea Fulger)‏ (مواليد 26 يناير 1959) هو ملاكم روماني، مثّل بلاده في الألعاب الأولمبية الصيفية 1984 وحقق الميدالية البرونزية في فئة وزن الويلتر الخفيف.

## روابط خارجية
ميرسيا فولغر على موقع بوكس ريك (الإنجليزية) (registration required)
- ميرسيا فولغر على موقع أوليمبيديا (الإنجليزية)
- ميرسيا فولغر على موقع اللجنة الأولمبية الرومانية (الرومانية)